# پرستودریایی نوک‌کاکایی

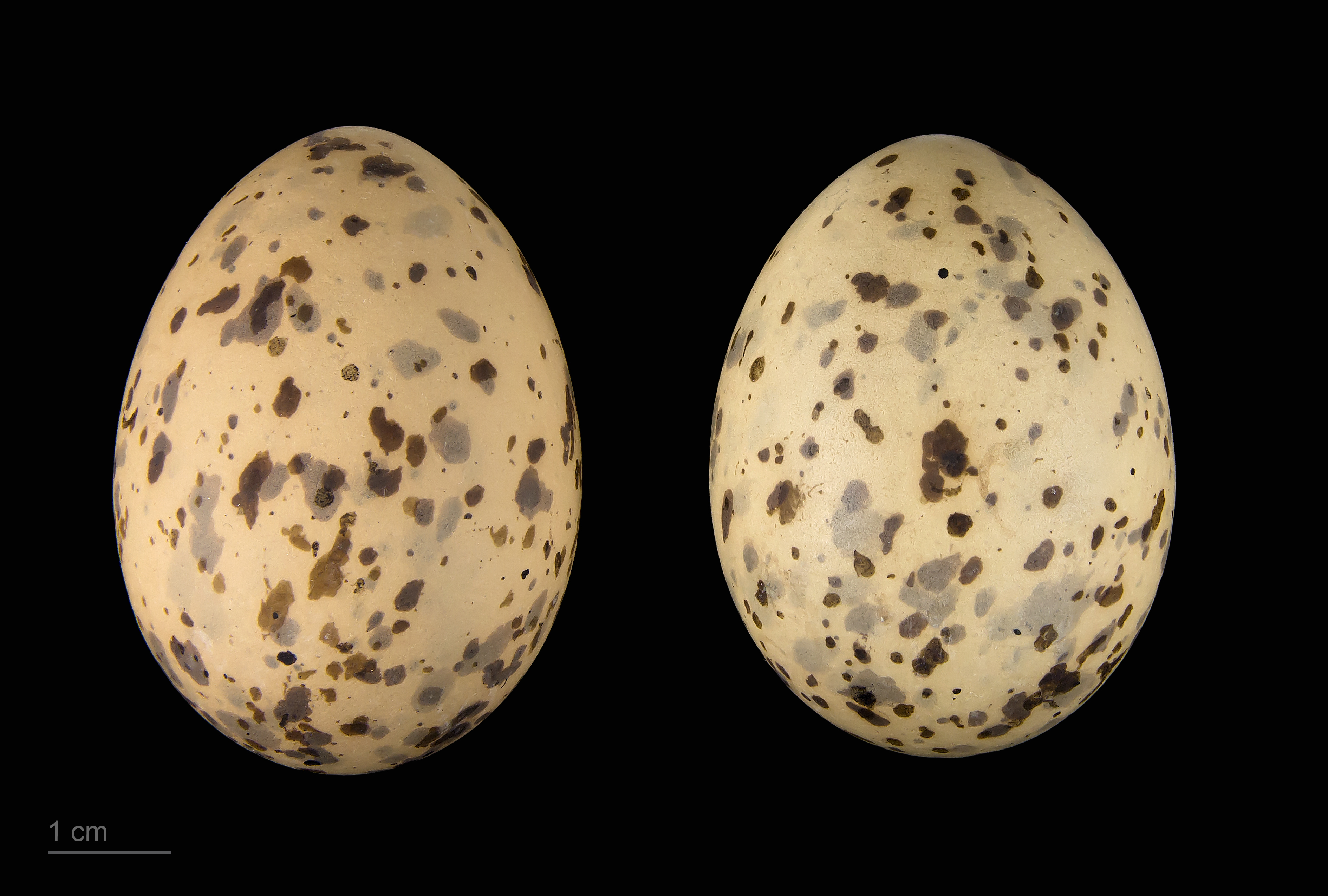
Gelochelidon nilotica

پرستودریایی نوک‌کاکایی (نام علمی: Gelochelidon nilotica)، که با نام‌های پرستودریایی نیل و پرستودریایی نوک‌کلفت نیز شناخته می‌شود، نام یک گونه از تیره کاکاییان است.

## ویژگی‌های ظاهری
پرستودریایی نوک‌کاکایی ۳۸ سانتی‌متر طول ارد و شبیه به پرستودریایی تک‌زرد است با این تفاوت که منقار آن کوچکتر و ضخیم‌تر و به رنگ سیاه یک‌دست است. عمق شکاف دم در پرنده‌های بالغ کمتر است و همانند پرستوی دریایی تک‌زرد فاقد تاج کوتاه هستند. با این حال دم و دمگاه آن‌ها سفید مایل به خاکستری و حاشیهٔ شاهپرها تیره رنگ است. آن‌ها در زمستان فاقد تارک سیاه هستند اما گاه به گاه در پشت چشم‌هایشان لکهٔ سیاهی دیده می‌شود.
در پرنده‌های جوان‌تر، خال‌های روی خط بالی و پوشش داخلی بال کمتر از پرستوی دریایی تک‌زرد است و تاج سفید و لکهٔ سیاه چشمی در آن دیده می‌شود. در مقایسه با پرستوی تک‌زرد، پاهای سیاه آن بلندتر است و حشرات را در هوا شکار می‌کند.

## زیستگاه
این پرنده در کرانه‌های شنی و باتلاق‌های با آب شور زندگی می‌کند و در جزایر حاشیهٔ آب‌های شور آشیانه می‌سازد. در ایران، در شمال به تعداد فراوان یافت می‌شود و تعدادی از آن‌ها در جنوب شرقی دریای خزر و نیز خلیج فارس زمستان‌گذرانی می‌کنند.